# Camilo Pessanha

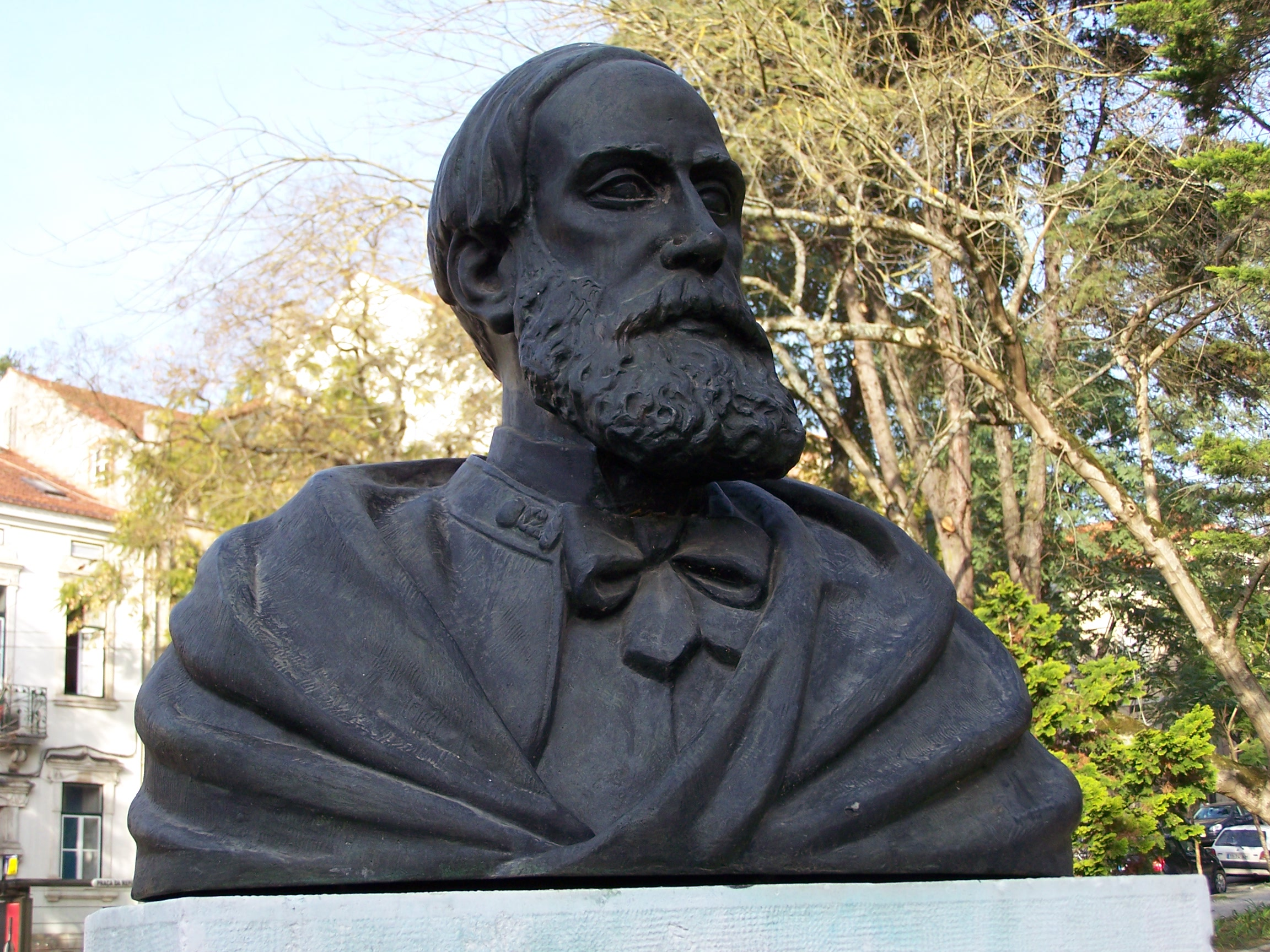
Büste Camilo Pessanhas im Parque de Santa Cruz (Coimbra, Portugal)

Camilo de Almeida Pessanha (* 7. September 1867 in Coimbra, Portugal; † 1. März 1926 in Macau) war ein portugiesischer Schriftsteller und einer der wichtigsten Vertreter des portugiesischen Symbolismus. Er war außerdem ein Mitglied der Questão Coimbrã.

## Leben
Camilo Pessanha wurde am 7. September 1867 als Sohn eines Jurastudenten mit aristokratischen Vorfahren und dessen Haushälterin in Coimbra geboren. Seine schulische Ausbildung erhielt Pessanha hauptsächlich in Lamego, wo sein Vater als Richter arbeitete.
1884 folgte Pessanha dem Beispiel seines Vaters und immatrikulierte sich an der Juristischen Fakultät der Universität Coimbra, seine Familie zog gemeinsam mit ihm in die traditionsreiche Universitätsstadt. Dort begann er, 17 Jahre alt, mit dem Schreiber erster Gedichte, die er in den Lokalzeitungen „Gazeta de Coimbra“ sowie „O Novo Tempo“ veröffentlichte.
1881 begann er als Beigeordneter des Regionalbevollmächtigten, auf Portugiesisch Subdelegado do Procurador Régio, in Mirandela zu arbeiten, später zog er nach Óbidos.
1894 zog Pessanha in die portugiesische Kolonie in China, Macau. Dort lehrte er zunächst als Professor für Geschichte und Philosophie am neu gegründeten Liceum Macau, danach arbeitete er als Beamter des Grundbuchamtes sowie als Richter im macaensischen Amtsgericht. Camilo Pessanha wandelte sich zu einer wichtigen Figur des kolonialen Gesellschaftsleben, er assimilierte sich mit der chinesischen Kultur. Er lebte gemeinsam mit einer orientalischen Frau zusammen, die bereits Kinder hatte, rauchte Opium und sammelte chinesische Kunst und Keramik, die heute im Museum Machado de Castro in Coimbra zu besichtigen ist. Zwischen 1894 und 1915 reiste Pessanha mehrere Male zurück nach Portugal zur Behandlung, da seine Gesundheit das tropisch-feuchte Klima Macaos nicht vertrug. Camilo Pessanha starb am 1. März 1926 in Macao an Lungentuberkulose, als Ursache wird der übermäßige Opiumgebrauch vermutet.

## Werke
Obwohl Camilo Pessanha neben António Nobre als einer der wichtigsten Vertreter des portugiesischen Symbolismus gilt, kümmerte er sich selbst relativ wenig um die Veröffentlichung und Sammlung seiner Gedichte, die größtenteils mündliche Verbreitung fanden. Außerdem war Pessanha nie auf die Publikation seiner Werke angewiesen, da er finanziell unabhängig lebte. Neben seinen Gedichten veröffentlichte Camilo Pessanha 1912 ein Buch mit dem Titel Esboço Crítico da Civilização Chinesa, zu deutsch Kritischer Entwurf der chinesischen Zivilisation, außerdem schrieb er ein Vorwort mit dem Titel Ensino sobre Literatura Chinesa, zu deutsch Lehre der chinesischen Literatur, für das Werk Oito Elegias Chinesas im Jahr 1914.
Sein Freund und Bewunderer João de Castro Osório, beide kannten sich aus der Studienzeit in Coimbra, sammelte und kategorisierte Pessanhas Gedichte. Er veröffentlichte 1920 einen Gedichtband unter dem Titel „Clepsydra“, der neun Sonette und 14 Gedichte enthält.